# Черенція
Черенція (італ. Cerenzia, сиц. Cerenzia) — муніципалітет в Італії, у регіоні Калабрія,  провінція Кротоне.
Черенція розташована на відстані близько 470 км на південний схід від Рима, 45 км на північ від Катандзаро, 35 км на північний захід від Кротоне.
Населення — 1166 осіб (2014).
Щорічний фестиваль відбувається 9 листопада. Покровитель — San Teodoro.

## Демографія
Населення за роками:

Станом на 1 січня 2023 року в муніципалітеті офіційно проживало 30 іноземців з 9 країн, серед них 9 громадян країн Євросоюзу та 1 громадянин України.

## Сусідні муніципалітети
- Каккурі
- Кастельсілано